# Ягода (Болгарія)
Я́года (болг. Ягода) — село в Старозагорській області Болгарії. Входить до складу общини Миглиж.

## Населення
За даними перепису населення 2011 року у селі проживали 1522 особи.
Національний склад населення села:
| Національність   | Кількість осіб | Відсоток |
| ---------------- | -------------- | -------- |
| болгари          | 1199           | 83,8%    |
| турки            | 154            | 10,8%    |
| цигани           | 52             | 3,6%     |
| інша             | 6              | 0,4%     |
| не визначились   | 20             | 1,4%     |
| Всього відповіли | 1431           |          |

Розподіл населення за віком у 2011 році:
Динаміка населення: